# Patricia Menge
Patricia Menge (* 12. November 1966) ist eine ehemalige deutsche Fußballspielerin.

## Karriere
Die 169 cm große Menge gehörte ab der Saison 1993/94 Grün-Weiß Brauweiler als Stürmerin an. Sie bestritt für den Verein in der seinerzeit zweigleisigen Bundesliga in der Gruppe Nord Punktspiele. Sie erreichte mit Grün-Weiß Brauweiler fünfmal ein Finale, aus denen sie mit ihrem Verein dreimal als Sieger hervorging und zweimal den DFB-Supercup gewann. Mit den Sportfreunden Siegen erreichte sie einmal das Pokalfinale.
Am 14. Mai 1994 gehörte sie der Mannschaft an, die im Olympiastadion Berlin vor 30.000 Zuschauern den nationalen Vereinspokal gegen den mit 2:1 bezwungenen TSV Siegen gewann, gegen diese Mannschaft jedoch am 19. Juni 1994 auf der Pulheimer Sportanlage am Freibad Stommeln im Finale um die Deutsche Meisterschaft mit 0:1 das Nachsehen hatte. So auch am 14. Mai 1995 an selber Stätte mit 0:2 gegen den FSV Frankfurt. Erst im dritten Anlauf 1997 glückte die erste Meisterschaft. Im Finale am 8. Juni wurde der FC Rumeln-Kaldenhausen im Duisburger Stadtteil Homberg – wenn auch erst im Elfmeterschießen – mit 5:3 bezwungen. Das Double wurde am 14. Juni im Berliner Olympiastadion – als Vorspiel zum Männerfinale – mit dem 3:1-Pokal-Finalsieg über den FC Eintracht Rheine realisiert. Ferner gewann sie mit der Mannschaft den am 24. Juli 1994 in Simmertal mit 4:0 über den TSV Siegen und den am 31. August 1997 mit 1:0 über den FC Eintracht Rheine errungenen Supercup.
Von 1999 bis 2001 gehörte sie den Sportfreunden Siegen in der seit der Saison 1997/98 erstmals ausgetragenen eingleisigen Bundesliga an. In ihrer ersten Saison bestritt sie elf Punktspiele, in denen sie sieben Tore erzielte, in ihrer letzten alle 22 Saisonspiele, in denen sie fünf Tore erzielte. Im DFB-Pokal-Wettbewerb erreichten ihre Sportfreunde am 6. Mai 2000 das Finale, das gegen den 1. FFC Frankfurt mit 1:2 verloren wurde. Mit Einwechslung für Merete Pedersen gelang ihr in der 87. Minute der Anschlusstreffer.

## Erfolge
Grün-Weiß Brauweiler
- Deutscher Meister 1997, -Finalist 1994, 1995
- Meister Bundesliga Nord 1995, 1996, 1997
- DFB-Pokal-Sieger 1994, 1997
- DFB-Supercup-Sieger 1994, 1997 (ohne Einsatz)

Sportfreunde Siegen
- DFB-Pokal-Finalist 2000